# オカルーサ郡 (フロリダ州)
オカルーサ郡（英: Okaloosa County）は、アメリカ合衆国フロリダ州の西部に位置する郡である。人口は21万1668人（2020年）。郡庁所在地はクレストビューであり、同郡で人口最大の町は国勢調査指定地域のライトである。郡域は南のメキシコ湾から北のアラバマ州境まで広がっている。
オカルーサ郡は東に隣接するウォルトン郡と共に、アメリカ合衆国行政管理予算局の定義するフォートウォルトンビーチ・クレストビュー・デスティン大都市圏を構成している。フォートウォルトンビーチ、クレストビュー、デスティン各市がこの大都市統計地域の主要都市に指定されている。1981年にまず、フォートウォルトンビーチ標準大都市統計地域が定義された。2003年、クレストビューとデスティンが主要都市に指定され、都市圏名称が現在のものになった。

## 歴史
オカルーサ郡は1915年6月3日に成立した法により設立された。「オカルーサ」とはチョクトー族インディアンの言葉で「黒い水」を意味している。「オカ」が水、「ルーサ」が黒を意味している。

## 地理
アメリカ合衆国国勢調査局に拠れば、郡域全面積は1,082.00平方マイル (2,802.4 km2)であり、このうち陸地935.63平方マイル (2,423.3 km2)、水域は146.37平方マイル (379 km2)で水域率は13.53%である。フォートウォルトンビーチとアメリカ空軍の3つの基地（デューク飛行場、エグリン空軍基地、ハールバート飛行場）が郡内にある。

### 隣接する郡
- コビントン郡 (アラバマ州) - 北
- ウォルトン郡 - 東
- サンタローザ郡 - 西
- エスカンビア郡 (アラバマ州) - 北西

### 国立保護地域
- チョクトーハチー国立の森（部分）
- ガルフ諸島国立海岸（部分）

## 政治
オカルーサ郡はフロリダ州でも最大級に保守的な郡である。2004年アメリカ合衆国大統領選挙では、現職ジョージ・W・ブッシュが郡内総投票数の78%を獲得し、2008年の場合も共和党のジョン・マケインが72%を取った。

## 人口動態
以下は2000年国勢調査による人口統計データである。
| 基礎データ - 人口: 170,498人 - 世帯数: 66,269 世帯 - 家族数: 46,520 家族 - 人口密度: 70人/km2（182人/mi2） - 住居数: 78,593軒 - 住居密度: 32軒/km2（84軒/mi2） 人種別人口構成 - 白人: 83.41% - アフリカン・アメリカン: 9.10% - ネイティブ・アメリカン: 0.60% - アジア人: 2.47% - 太平洋諸島系: 0.14% - その他の人種: 1.33% - 混血: 2.96% - ヒスパニック・ラテン系: 4.28% 年齢別人口構成 - 18歳未満: 24.7% - 18-24歳: 9.6% - 25-44歳: 31.1% - 45-64歳: 22.4% - 65歳以上: 12.1% - 年齢の中央値: 36歳 - 性比（女性100人あたり男性の人口） - 総人口: 102.2 - 18歳以上: 101.5 | 世帯と家族（対世帯数） - 18歳未満の子供がいる: 33.1% - 結婚・同居している夫婦: 56.2% - 未婚・離婚・死別女性が世帯主: 10.2% - 非家族世帯: 29.8% - 単身世帯: 23.5% - 65歳以上の老人1人暮らし: 7.5% - 平均構成人数 - 世帯: 2.49人 - 家族: 2.94人 収入と家計 - 収入の中央値 - 世帯: 41,474米ドル - 家族: 47,711米ドル - 性別 - 男性: 30,977米ドル - 女性: 21,961米ドル - 人口1人あたり収入: 20,918米ドル - 貧困線以下 - 対人口: 8.8% - 対家族数: 6.6% - 18歳未満: 12.7% - 65歳以上: 6.5% |

## 都市と町

### 法人化自治体
1. シンコバイユー町
2. クレストビュー市 - 郡庁所在地
3. デスティン市
4. フォートウォルトンビーチ市
5. ローレルヒル市
6. メアリーエスター市
7. ナイスビル市
8. シャリマー町
9. バルパレイソ市

### 未編入の町
| - ベイカー - ブラックマン - キャンプトン - ディアランド - エグリン空軍基地 - エスカンビアファームズ - ガーデンシティ - ホルト - リクロレイヌ - ミリガン | - オーシャンシティ - セミノール - スビー - ライト |

### 政府関連
- Okaloosa County Board of County Commissioners
- Okaloosa County Clerk of Court
- Okaloosa County Supervisor of Elections
- Okaloosa County Property Appraiser
- Okaloosa County Sheriff's Office
- Okaloosa County Tax Collector
- Okaloosa County Census

### 特殊地区
- Okaloosa County School District
- Northwest Florida Water Management District

### 司法関連
- Okaloosa County Clerk of Courts
- Public Defender, 1st Judicial Circuit of Florida serving Escambia, Santa Rosa, Okaloosa, and Walton counties
- Office of the State Attorney, 1st Judicial Circuit of Florida
- Circuit and County Court for the 1st Judicial Circuit of Florida

### 観光
- Emerald Coast Convention and Visitors Bureau
- Okaloosa County Information and City Maps
- Northwest Florida Regional Airport

### メディア
- Northwest Florida Daily News
- The Beachcomber Newspaper

座標: 北緯30度40分 西経86度35分 / 北緯30.67度 西経86.59度